# Andrés Forray
Andrés Pablo "Toto" Forray (Buenos Aires, 20 de marzo de 1986) es un baloncestista argentino, nacionalizado italiano, que pertenece a la plantilla del Aquila Basket Trento de la liga italiana. Con 1,88 metros de estatura, juega en la posición de base.

## Trayectoria deportiva

### Italia
Comenzó a jugar a baloncesto en las categorías inferiores del Club Banco Provincia de Buenos Aires de su ciudad natal. Llegó a Europa en 2003 donde jugaría en diversos equipos modestos de Serie A2, como Pallacanestro Messina, Virtus Basket Padova, Jesolo Sandonà Basket y Fulgor Libertas Forlì.
En 2011 fichó por el Aquila Basket Trento con el que ganaría la liga A2 en dos ocasiones y sería campeón de la copa italiana en 2013. En el conjunto de Trento sería el buque insignia y capitán durante bastantes temporadas. En la temporada 2017-18, perdería la final de la Serie A frente al Olimpia Milano por 4-2.